# Ron Neymann
Ron Neymann (Arnhem, 31 juli 1968) is een Nederlandse schaatscoach van verschillende commerciële schaatsploegen o.a. Team Telfort en Hofmeier. Neymann is woonachtig in Giethoorn.

## Biografie
Neymann kwam in 2000 bij het Gewest Friesland als trainingscoördinator vanuit het bestuur. In 2005 werd Neymann trainer van Rintje Ritsma voor het seizoen 2005/2006, samen met Jillert Anema. In 2007 voegde Neymann zich bij Team Telfort, samen met Ingrid Paul. In deze ploeg zaten schaatsers als Gretha Smit en Jan Bos. Van 2008 t/m 2010 is hij hoofdcoach van de Hofmeier-schaatsploeg.
In 2011 zet Neymann zijn eerste stappen in het marathonschaatsen en wordt langebaancoach bij SOS-Kinderdorpen. Hier werkt hij in eerste instantie samen met hoofdcoach Pascal Vergeer. In 2012 wordt hij hoofdcoach. Hij werkt samen met een wedstrijdcoach Miel Rozendaal Ron is eindverantwoordelijk voor het team. In deze rol boekt hij in zijn eerste seizoen al de nodige resultaten met o.a. overwinningen in de Alternatieve Elfstedentocht en de natuurijs Grandprix in Falun (Zweden). Na 5 jaar samen te hebben gewerkt met het team van Edward van Dijk, stopt Neymann na het seizoen 2015-2016. In 2017 sluit hij aan bij het team Bouw en Techniek en neemt het roer over van Jeroen de Vries.